# Jürgen Ligi
Jürgen Ligi (ur. 16 lipca 1959 w Tartu) – estoński polityk, ekonomista, w latach 2005–2007 minister obrony, w latach 2009–2014 i od 2024 minister finansów, od 2015 do 2016 minister edukacji i badań naukowych, w 2016 minister spraw zagranicznych, długoletni parlamentarzysta.

## Życiorys
W 1982 ukończył studia w zakresie geografii na Uniwersytecie w Tartu. W 1993 został absolwentem międzynarodowych stosunków gospodarczych na tej samej uczelni. W latach 80. pracował jako ekonomista w instytucie planowania w ramach administracji Estońskiej SRR. Od 1989 do 1990 był głównym specjalistą w przedsiębiorstwie przemysłowym, następnie szefem izby handlowo-przemysłowej, doradcą w administracji lokalnej i dyrektorem oddziału Banku EVEA.
W latach 1995–2005 i ponownie w okresie 2007–2009 zasiadał w Zgromadzeniu Państwowym, reprezentując Estońską Partię Reform. Od 2005 do 2007 sprawował urząd ministra obrony w pierwszym rządzie Andrusa Ansipa. W 2009 został powołany na stanowisko ministra finansów w drugim rządzie tego samego premiera. W 2011 wybrany do Riigikogu XII kadencji, pozostał na stanowisku ministra finansów w trzecim rządzie Andrusa Ansipa, a w 2014 także w gabinecie Taaviego Rõivasa. Zakończył urzędowanie 3 listopada 2014.
W 2015, 2019 i 2023 utrzymywał mandat poselski na kolejne kadencje.
9 kwietnia 2015 powrócił do administracji rządowej jako minister edukacji i badań naukowych w drugim rządzie Taaviego Rõivasa. 12 września 2016 w tym samym gabinecie przeszedł na stanowisko ministra spraw zagranicznych w miejsce Mariny Kaljurand. Zakończył pełnienie tej funkcji wraz z całym rządem 23 listopada 2016. 23 lipca 2024 objął urząd ministra finansów w rządzie Kristena Michala.

## Odznaczenia
- Order Herbu Państwowego III klasy (2011)[8]
- Krzyż Zasługi Ministerstwa Obrony I klasy (2007)[9]
- Wielki Krzyż Komandorski Orderu „Za Zasługi dla Litwy” (Litwa, 2013)[10]